# Compagnie française des mines d'or de l'Afrique du Sud
La Compagnie française des mines d'or de l'Afrique du Sud est une société d'exploration minière fondée à la fin du XIXe siècle.

## Histoire
Sa fondation en 1895 précède la crise boursière des mines d'or sud-africaines en décembre suivant. Elle est domiciliée au 20, rue Taitbout à Paris, avec des bureaux à Londres. La société s'appelle la Compagnie française des mines d'or et d'exploration. Elle prend le titre de Compagnie française des mines d'or et de l'Afrique du Sud en 1901, année qui la voit porter son capital de 12,5 millions de francs à 30 millions de francs. En 1911, elle devient la Compagnie française de banque et de mines, avant d'être absorber par le Crédit mobilier français deux ans plus tard.
La Compagnie française des mines d'or de l'Afrique du Sud regroupe des investisseurs prestigieux dès sa création, parmi eux Hamilton Smith, Otto Lilienthal et le comte Moïse de Camondo. Plus tard se créée dans son orbite la Banque française d'Afrique du Sud, animée par le banquier franco-russe Jacques de Gunzbourg.